# Изернин
Изернин  (умер ок. 456 года) — святой епископ ирландский. День памяти — .
Святой Изернин (Iserninus), или Изерний (Isernius), бретонец или ирландец по происхождению,  был миссионером в Ирландии. Его имя ассоциируется со свв. Патриком и Авксилием в деле проповеди на юге Ирландии. В современных исследованиях иногда его имя ассоциируется со св. Палладием.

## Житие
Святой Изернин проповедовал в землях en:Uí Cheinnselaig, Лейнстер. Его изначальное имя было Фит (Fith), не исключено, что он был рукоположён во диакона в Осере вместе со свв. Патриком и Авксилием.

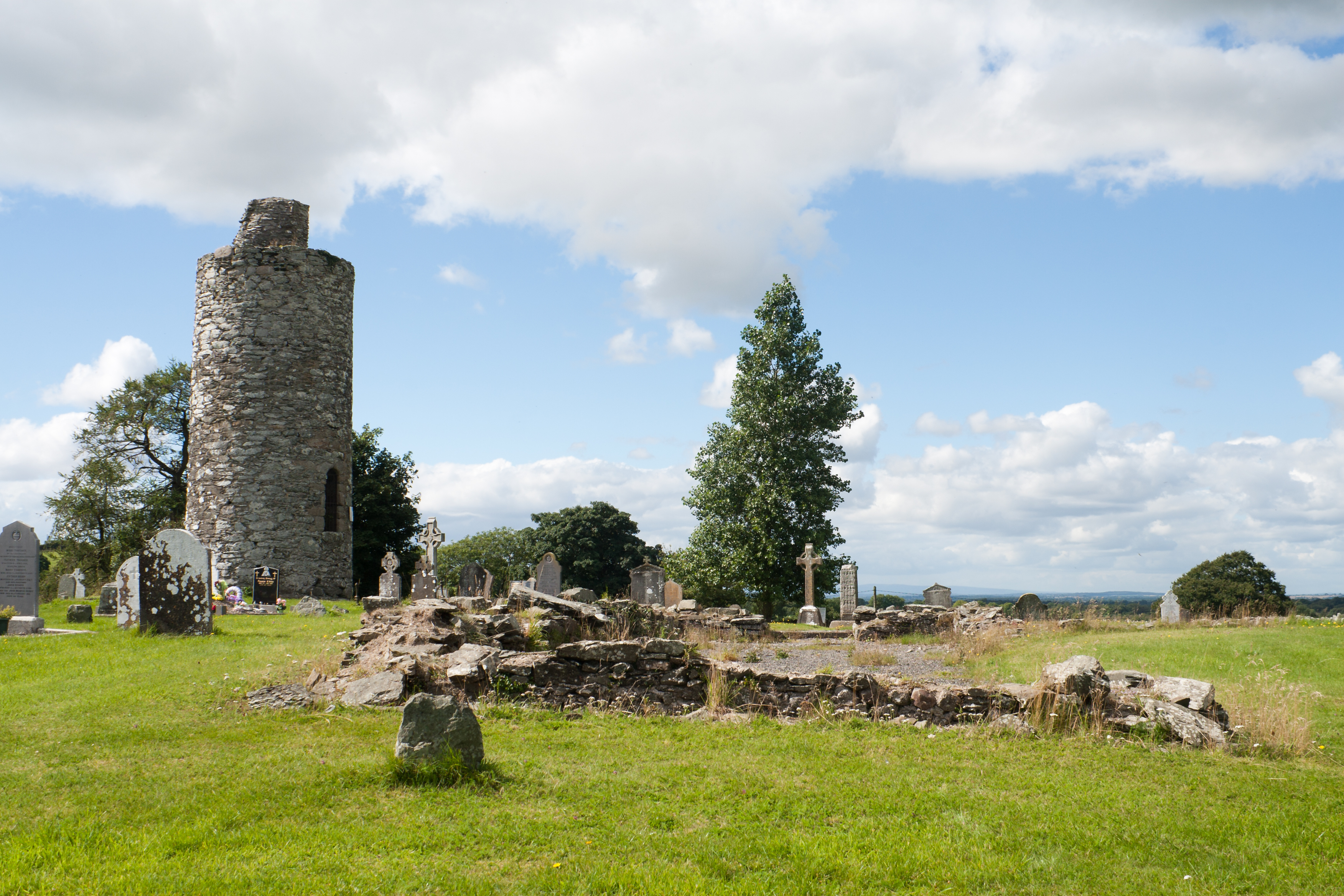
Старый храм и круглая башня в Килкаллен

Об Изернине, как о епископе, упоминают в Ольстерских Анналах, согласно которым он начал свою проповедь в 439 году. Согласно П.Ф.Морану, св.Патрик поручил свв.Авксилию и Изернину долину реки Лиффи.